# 尼高拉斯·積遜
尼高拉斯·積遜（法語：Nicolas Jackson；2001年6月20日—）是一名塞內加爾職業足球員，司職前鋒，現時效力英超球會車路士，並代表塞內加爾參加國際賽事。

## 球會生涯

### 早年生涯
積遜於岡比亞班珠爾出生，後於塞內加爾濟金紹爾長大。他的足球生涯於濟金紹爾球隊ASC Tilene起步，及後轉投同市球隊，並於2018–19賽季為球會的一隊在塞內加爾超級足球聯賽中上陣。2018年11月16日，積遜於對陣AS皮金的比賽被選為最佳球員。

### 維拉利爾
2019年9月，積遜與西甲球會維拉利爾簽下一紙合約，將會先為球會的U19隊出賽。
外借米蘭迪斯
2020年10月5日，積遜被外借到西乙球會米蘭迪斯至季尾，並於10月18日對陣馬略卡的聯賽比賽上演職業生涯地標戰，在下半場後備入替安東尼奧·卡巴尼路，兩隊以0-0賽和。積遜於11月28日對陣卡斯迪隆的比賽中射入職業生涯首個入球，協助球隊於主場賽和對手，該入球亦是積遜當季唯一一個入球。
回到維拉利爾
積遜於2021–22賽季回到維拉利爾，主要為維拉利爾B隊於皇家足協甲組聯賽出賽，他亦有參與一隊的訓練。積遜當季於聯賽共射入七個入球，包括於升班附加賽射入兩球，協助球隊取得升班資格。
2021年10月3日，積遜首次為維拉利爾於西甲賽事上陣，於主場對陣皇家貝迪斯的比賽中後備入替阿諾·丹祖馬，協助球隊以2-0取勝。
積遜於2022年8月13日首次於頂級聯賽入球，協助球隊作客以3-0擊敗華拉度列。8月26日，積遜和B隊隊友被球會領隊烏拿·艾瑪利正式提拔至一隊。
2023年1月，維拉利爾與般尼茅夫達成轉會協議簽入積遜，轉會費為2250萬英鎊，但因積遜大腿後肌受傷未能通過體檢，交易告吹。積遜在3月復出後，於4至5月期間共射入九個入球，包括分別在三場比賽梅開二度。

### 車路士
2023年6月30日，積遜轉投英超球會車路士，並簽下一紙為期八年的合約，轉會費據報為3200萬英鎊。同年8月13日，他在對陣利物浦的英超賽事中上演地標戰，車路士以1–1賽和對手。同月25日，積遜在對陣升班馬盧頓3–0勝仗中射入加盟以來首個入球。同年9月27日，他在對陣白禮頓的聯賽盃賽事射入比賽唯一入球，令車路士以1–0勝出晉級。同年11月6日，他在對陣熱刺的打吡戰上演帽子戲法，包括在補時階段射入兩個入球，協助球隊以4–1反勝對手。他在接下來對陣曼城的比賽再次入球，車路士最終以4–4逼和對手。2024年4月15日，積遜在對陣愛華頓的6–0勝仗射入他在該賽季的第十個聯賽入球。

## 國家隊生涯
在岡比亞出生的積遜因擁有塞內加爾血統，所以同時能代表岡比亞和塞內加爾。積遜於2018年11月首次入選塞內加爾U20名單。
2022年9月，積遜首次被塞內加爾國家隊徵召，但未有於該國際賽賽期的友誼賽出場。同年11月11日，積遜入選塞內加爾的2022年世界盃參賽名單，並於10日後對陣荷蘭的世界盃比賽首次代表國家隊上陣，後備入替克雷平·迪亚塔，球隊以0-2敗北。

## 生涯統計

### 球會
最後更新：2023年6月4日
| 效力球會         | 球季     | 聯賽     | 聯賽 | 聯賽 | 國家盃賽 | 國家盃賽 | 聯賽盃賽 | 聯賽盃賽 | 洲際比賽 | 洲際比賽 | 其他 | 其他 | 總計 | 總計 |
| 效力球會         | 球季     | 聯賽     | 上陣 | 入球 | 上陣     | 入球     | 上陣     | 入球     | 上陣     | 入球     | 上陣 | 入球 | 上陣 | 入球 |
| ---------------- | -------- | -------- | ---- | ---- | -------- | -------- | -------- | -------- | -------- | -------- | ---- | ---- | ---- | ---- |
| 米蘭迪斯（外借） | 2020–21  | 西乙     | 16   | 1    | 1        | 0        | —        | —        | —        | —        | —    | —    | 17   | 1    |
| 維拉利爾B隊      | 2021–22  | 西協甲   | 25   | 5    | —        | —        | —        | —        | —        | —        | 2    | 2    | 27   | 7    |
| 維拉利爾         | 2021–22  | 西甲     | 9    | 0    | 1        | 0        | —        | —        | 0        | 0        | —    | —    | 10   | 0    |
| 維拉利爾         | 2022–23  | 西甲     | 26   | 12   | 2        | 0        | —        | —        | 10       | 1        | —    | —    | 38   | 13   |
| 維拉利爾         | 總計     | 總計     | 35   | 12   | 3        | 0        | —        | —        | 10       | 1        | —    | —    | 48   | 13   |
| 車路士           | 2023–24  | 英超     | 35   | 14   | 4        | 2        | 5        | 1        | —        | —        | —    | —    | 44   | 17   |
| 生涯總計         | 生涯總計 | 生涯總計 | 111  | 32   | 8        | 2        | 5        | 1        | 10       | 1        | 2    | 2    | 136  | 38   |

1. ↑  於西協甲升班附加賽賽事上陣。
2. ↑  於歐協聯賽事上陣。

### 國家隊
最後更新：2023年6月20日
| 代表國家隊 | 年份 | 上陣 | 入球 |
| ---------- | ---- | ---- | ---- |
| 塞內加爾   | 2022 | 1    | 0    |
| 塞內加爾   | 2023 | 5    | 0    |
| 塞內加爾   | 2024 | 8    | 0    |
| 總計       | 總計 | 14   | 0    |

## 榮譽

### 俱乐部
切尔西
- 欧洲协会联赛：2024–25

### 個人
- 西甲每月最佳球員（英语：La Liga Player of the Month）: 2023年5月[28]

## 外部連結
- 尼高拉斯·積遜 （页面存档备份，存于）在維拉利爾官方網站中的檔案
- 尼高拉斯·積遜 （页面存档备份，存于）在切尔西官方網站中的檔案
- 尼高拉斯·積遜在BDFutbol中的档案
- Soccerway資料庫：尼高拉斯·積遜